# SHORTCUT
SHORTCUT（ショートカット）は、日本のスリーピースロックバンド。マネジメントはNASであり所属レーベルはTHFミュージック。

## 来歴・逸話
1997年に栃木県宇都宮市にて結成。
宇都宮のライブハウスを中心に勢力的にライブを行う。
1998年にシングル「LAST SUMMER DAY」をリリースし、同作品でのレコ発ツアー(全ての会場でSOLD OUT)「東京・名古屋・大阪」を行う。その後はHUSKING BEE・10-FEET・SPREAD・NOT REBOUNDとも共演をしている。2ndシングル「EACH IN THIS OWN WAY」でのCDジャケットとCDの帯のコメント書きはFANTASTIC TODAYの征則が行っている。
1998年以降、「fantastic today」と言う自身のイベントを定期的に開催する。主に地元のメロコア、エモコア、スカコア、ハードコア、ミクスチャーバンドが出演した。通算動員数約4280人。
1999年3月に宇都宮HELPにて、SPREAD、KNUCKLES、EARTH QUAKE、SHORTCUTの4バンドでライブを行う。動員数約300人。(ライブハウス側のキャパオーバーによって入場出来なかった観客がライブハウス周辺に多数いたため、実数は不明である。)
神戸のEASY GRIPや沼津のGOOFY'S HOLIDAYなどの地方の有力バンドとライブを行う。
1999年10月に宇都宮BIG APPLEにて、HUSKING BEE、SHORT CIRCUIT、EARTH QUAKE、SHORTCUTの4バンドでライブを行う。動員数約350人。実数は不明である。
2006年にリリースされたシングル「未知なる道」では、SKRとのコラボレーションなども行っている。同シングルのレコ発ツアー「群馬・栃木・茨城・千葉・埼玉・東京・神奈川・静岡・京都・大阪・福井」を敢行した後、活動休止期間に入る。
不定期ではあるが楽曲毎にサポートメンバーを迎えた楽曲の製作なども行っている。
2022年にTHFミュージック所属アーティストとして活躍を再開。

## ディスコグラフィー
- 自主制作CD「SHAKE」
  - SHAKE／SAY GOOD-BYE／MY LIFE
- スプリットCD「OUTLOOK」
  - 3. LAST SUMMER DAY
  - 4. EVERYTHING
- シングルCD「LAST SUMMER DAY」
  - LAST SUMMER DAY／FOR GAME／DEAR MY FRIENDS
- シングルCD「It doesn't forget indefinitely 」
  - It doesn't forget indefinitely ／IN THIS TOWN ／SHORTCUT
- オムニバスCD「#2」
  - 7.  It continues even where
- シングルCD「Keep The Pure Heart Ever After ・・・」
  - Keep The Pure Heart Ever After ・・・／LEAVE FOR TOMORROW
- シングルCD「未知なる道」
  - 未知なる道（SHORTCUT&SKR）／夢の続き
- スプリットCD「PASTIC」
  - 1. EACH IN THIS OWN WAY
  - 2. EVERYTHING